# Габбард (округ, Міннесота)
Шаблон:StateAbbr_ 47°06′ пн. ш. 94°55′ зх. д. / 47.1° пн. ш. 94.91° зх. д.
Округ Габбард (англ. Hubbard County) — округ (графство) у штаті Міннесота, США. Ідентифікатор округу 27057.

## Історія
Округ утворений 1883 року.

## Демографія
За даними перепису
2000 року
загальне населення округу становило 18376 осіб, зокрема міського населення було 3175, а сільського — 15201.
Серед мешканців округу чоловіків було 9184, а жінок — 9192. В окрузі було 7435 домогосподарств, 5347 родин, які мешкали в 12229 будинках.
Середній розмір родини становив 2,88.
Віковий розподіл населення поданий у таблиці:
| Стать    | До 15 років | 15-21 | 22-29 | 30-39 | 40-49 | 50-65 | 65-85 | Понад 85 |
| -------- | ----------- | ----- | ----- | ----- | ----- | ----- | ----- | -------- |
| Чоловіки | 1861        | 854   | 588   | 1096  | 1401  | 1806  | 1464  | 114      |
| Жінки    | 1752        | 795   | 611   | 1114  | 1397  | 1800  | 1479  | 244      |

## Суміжні округи
- Белтремі — північ
- Кесс — схід
- Водена — південь
- Бекер — південний захід
- Клірвотер — північний захід

## Виноски
1. ↑  US Decennial Census. US Census Bureau. Архів оригіналу за 26 квітня 2015. Процитовано 15 жовтня 2014.
2. ↑  Historical Census Browser. University of Virginia Library. Архів оригіналу за 11 серпня 2012. Процитовано 15 жовтня 2014.
3. ↑  Population of Counties by Decennial Census: 1900 to 1990. US Census Bureau. Архів оригіналу за 4 серпня 2014. Процитовано 15 жовтня 2014.
4. ↑  Census 2000 PHC-T-4. Ranking Tables for Counties: 1990 and 2000 (PDF). US Census Bureau. Архів оригіналу (PDF) за 18 грудня 2014. Процитовано 15 жовтня 2014.
5. ↑  State & County QuickFacts. Бюро перепису населення США. Архів оригіналу за 7 червня 2011. Процитовано 1 вересня 2013.(англ.) Наведено за англійською вікіпедією.
6. ↑  American FactFinder. Бюро перепису населення США. Архів оригіналу за 21 травня 2008. Процитовано 31 січня 2008.

| США | Це незавершена стаття з географії США. Ви можете допомогти проєкту, виправивши або дописавши її. |